# Кроу, Эллисон
Э́ллисон Луи́з Кро́у (англ. Allison Louise Crowe; род. 16 ноября 1981 года, Нанаймо, Британская Колумбия, Канада) — канадская певица, автор песен, гитаристка и пианистка.

## Биография

### Ранние годы
Эллисон Луиз Кроу родилась 16 ноября 1981 года в Нанаймо (Британская Колумбия, Канада). Её родители — выходцы из Альбиона. С раннего детства Эллисон увлекалась музыкой. В детстве она освоила пианино, а позже гитару. Кроу утверждает, что наибольшее влияние на неё произвели группы Pearl Jam и Counting Crows, певица Ани ДиФранко.

### Карьера
Выступать Эллисон начала в 1996 году, в возрасте 15-ти лет. Выступала она в различных кафе и пивнушках Британской Колумбии.
В 2001 году вышел её первый мини-альбом «Lisa's Song». Последующие несколько лет девушка усердно работала над новыми песнями, училась новым техникам и давала концерты. Так прошло целых три года — о ней почти уже позабыли, однако становиться забытой в планах самой девушки никак не значилось.
На данный момент в дискографии певицы 8 музыкальных альбомов, а в 2011 году готовится к выходу 9-й.